# 本当の自己と偽りの自己
本当の自己（ほんとうのじこ、The true self、本当の自分〈real self〉、真実の自己〈authentic self〉、本来の自己〈original self〉、生身の自分〈vulnerable self〉）と偽りの自己（いつわりのじこ、false self、偽りの自分〈fake self〉、理想化された自己〈idealized self〉、表面的な自己〈superficial self〉、疑似自己〈pseudo self〉）は、イギリスの精神分析医ドナルド・ウィニコットによって概念化された心理学的二元論である。
ウィニコットは、「本当の自己」という言葉を、主体的で本物の経験と生きているという感覚に基づいた自己意識、矛盾が少ない本当の自己を表すために使った。  反対に、「偽りの自己」とは、防衛的な表面として作り出された自己意識を指し、 極端な場合には、ナルシシズムのように、一貫性がなく無能な外見の裏側で、主体性を欠き、空虚感を抱く個人になる。

## 関連文献
- D. W. Winnicott, Playing and Reality (London 1971)
- Jan Abram and Knud Hjulmand, The Language of Winnicott: A Dictionary of Winnicott's Use of Words (London 2007)
- Susie Orbach, 'Working with the False Body', in A. Erskine/D. Judd eds., The Imaginative Body (London 1993)